# Frederiksgade (Aarhus)
 Ikke at forveksle med Frederiks Allé.
Frederiksgade i Aarhus går fra Immervad til Rådhuspladsen, hvor gaden bliver til Frederiks Allé. Fra Østergade til Immervad fungerer den som gågade, og er Aarhus' næstældste gågade.
Efter at man i middelalderen havde lavet en bro over åen ved vadestedet Immervad, fik vejen mod sydvest, der gik op over en stejl bakke, navnet Brobjerg. Bebyggelse langs vejen Brobjerg opstod i løbet af 1400-tallet bl.a. med opførelsen i 1482 af karmelitterklosteret nær toppen af bakken. Der har gennem tiderne ligget flere store gårde langs vejen beboet af kendte købmandsfamilier.
I 1824 blev gaden op ad Brobjerg opkaldt efter den danske kong Frederik 6. (1768-1839), der under et besøg i Aarhus var inddraget i fornyelsen af Brobjerg Port. I anledning af Kongens besøg fik den nyopførte byport navnet Frederiksport og gaden blev til Frederiksgade.
I 1830 købte købmand Christian Bang (1794-1870) oliepressen fra oliemøllen i Frederiksgade og flyttede firmaet til nr. 50 i Mejlgade.